# Санта Катарина (Нуево Леон)
Санта Катарина (на испански: Santa Catarina) е град в североизточния щат Нуево Леон, Мексико. Санта Катарина е с население от 259 896 жители (2005 г.) и обща площ от 984,50 км². Основан е на 20 ноември 1596 г. и се намира на 680 м н.в..